# سفارت اندونزی در پیونگ یانگ
سفارت اندونزی در پیونگ یانگ (به لاتین: Embassy of Indonesia) یک منطقهٔ مسکونی و نمایندگی سیاسی این کشور در کره شمالی است که در تائدونگانگ-گویوک واقع شده‌است.